# 無重力のMASATO
無重力のMASATO（むじゅうりょくのまさと）は、徳島県鳴門市出身のストリートワークアウトのプロアスリート。
日本人初のアジアチャンピオンに輝き、世界大会でも4位入賞という結果を残すなど、日本のストリートワークアウトの第一人者。アスリートとしてだけではなく、メディア出演やYouTubeなど幅広く活動中。

## 人物
日本のストリートワークアウト・プロアスリート
空中を歩くようなパフォーマンスを得意とすることから
無重力(Anti gravity)のMASATOと名前が付けられた。
得意技はプランシェ。

## 来歴
2017年にストリートワークアウトの日本大会に初出場し６位入賞。
2018年に日本チャンピオンに輝き、香港で開催されたアジア大会に初出場し、準優勝を飾る(日本人の入賞は初快挙)
その後、エジプトで開催された世界大会に出場し、ベスト１２という結果を残し、海外でも注目されるようになる。
2019年モスクワの世界大会に出場し自身初の予選敗退。
悔しさをバネに練習を積み重ね、その後台湾にて開催されたアジア大会で日本人初のチャンピオンに輝く。
そして香港で開催された世界大会で４位入賞し世界で通用することを証明。
2020年2月、BODYMAKER（ボディメーカー）とスポンサー契約を結ぶ。
2020年3月、オーストラリアで開催されるアーノルドプロストリートワークアウトに出場する予定でしたが、コロナの影響で大会が中止になる。
出場予定だった大会が全て中止になり、自粛期間にYouTubeチャンネルを開設し、ストリートワークアウトや自重トレーニングの魅力を発信。
そして自身のオリジナルアパレル(Anti Gravity)立ち上げる。

## 実績
2018年
- ストリートワークアウト日本大会 優勝
- ストリートワークアウトアジア大会 準優勝
- ストリートワークアウト世界大会 ベスト12

2019年
- ストリートワークアウトアジア大会 優勝
- ストリートワークアウト世界大会 4位

## 出演
テレビ番組
ゴジカル！(2018年10月30日)
めざましテレビ 25周年企画 日本つながるプロジェクト(2019年3月1日)
とく6徳島(2019年5月30日)
追跡LIVE! Sports ウォッチャー(2019年
月26日)
サンドウィッチマンのバズれ！アスリートTuber(2019年9月19日)
CM
BODYMAKER(ボディメーカー)TVCM(2020年4月15日)